# 蘇格蘭內克鎮區 (北卡羅萊納州哈利法克斯縣)
蘇格蘭內克鎮區（英語：Scotland Neck Township）是位於美國北卡羅萊納州哈利法克斯縣的一個鎮區。

## 地方資料
蘇格蘭內克鎮區的面積為123.80平方千米，皆為陸地。根據2020年美國人口普查的數據，當地共有人口3317人，而人口密度為每平方千米26.79人。